# Trống chiến

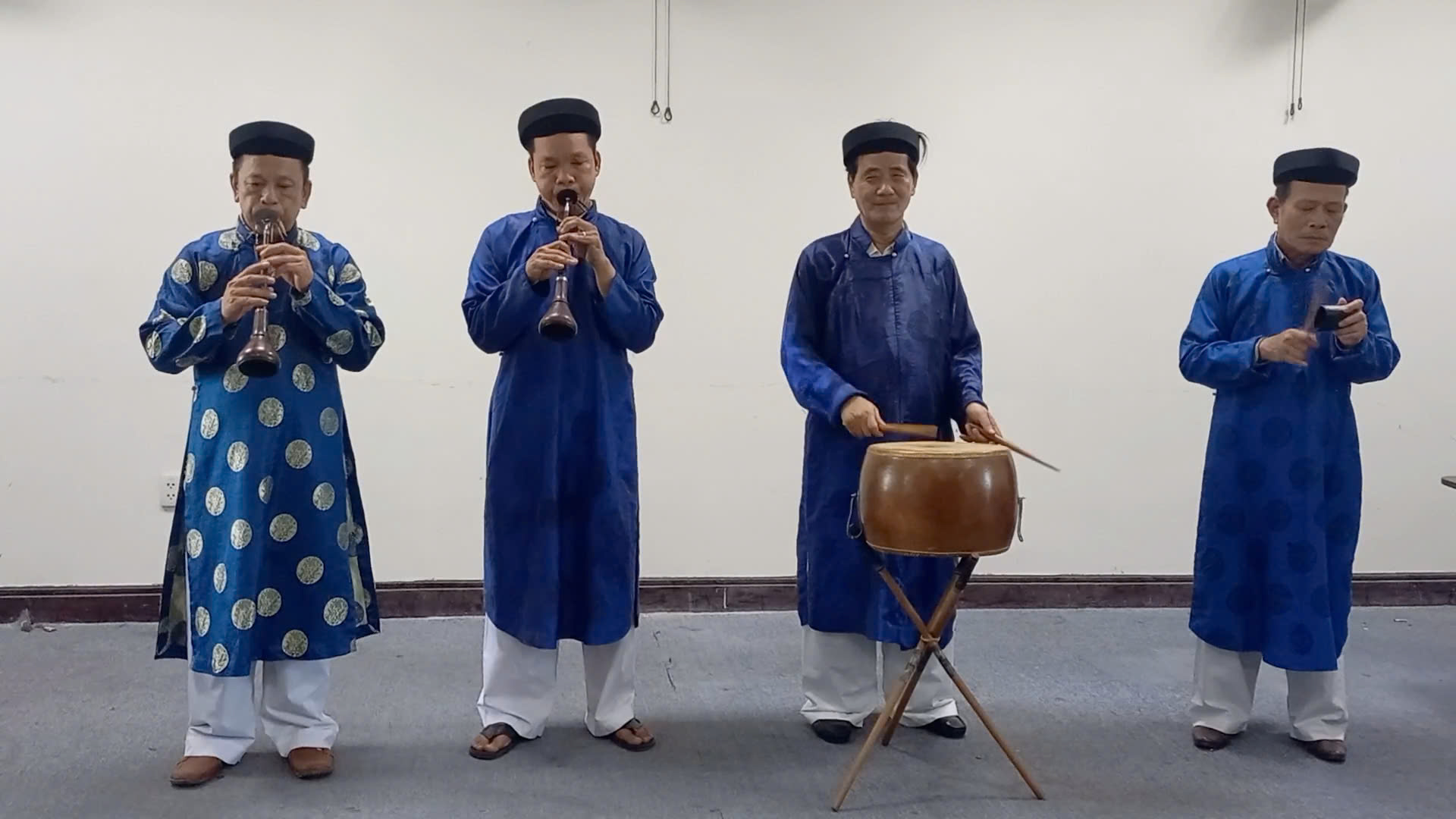
Cố NNUT Nguyễn Đình Vân tấu Trống chiến trong Nhã nhạc Cung đình Huế

Trống chiến là nhạc cụ họ màng rung, chi đánh của người Việt. Trống chiến trong âm nhạc Việt Nam có sự gắn bó mật thiết với Hát bội và các dàn nhạc nghi lễ.

## Cấu tạo, âm thanh
Trống chiến cấu thành từ phần thân (tang trống) bằng gỗ và hai mặt da trâu. Chiều cao tang trống vào khoảng 38cm, đường kính mặt 36cm. Trống chiến Tuồng (Bắc Bộ, Bình Định) phần thân cao hơn. Dùi trống chiến thu nhọn ở phần đầu đánh.

Âm sắc Trống chiến khoẻ, rộn ràng, có nét hùng tráng. Trống chiến ở miền Nam có âm sắc giòn hơn so với trống chiến Huế. Ứng với mỗi vị trí đánh và kỹ thuật khác nhau, trống lại có những màu âm khác nhau.

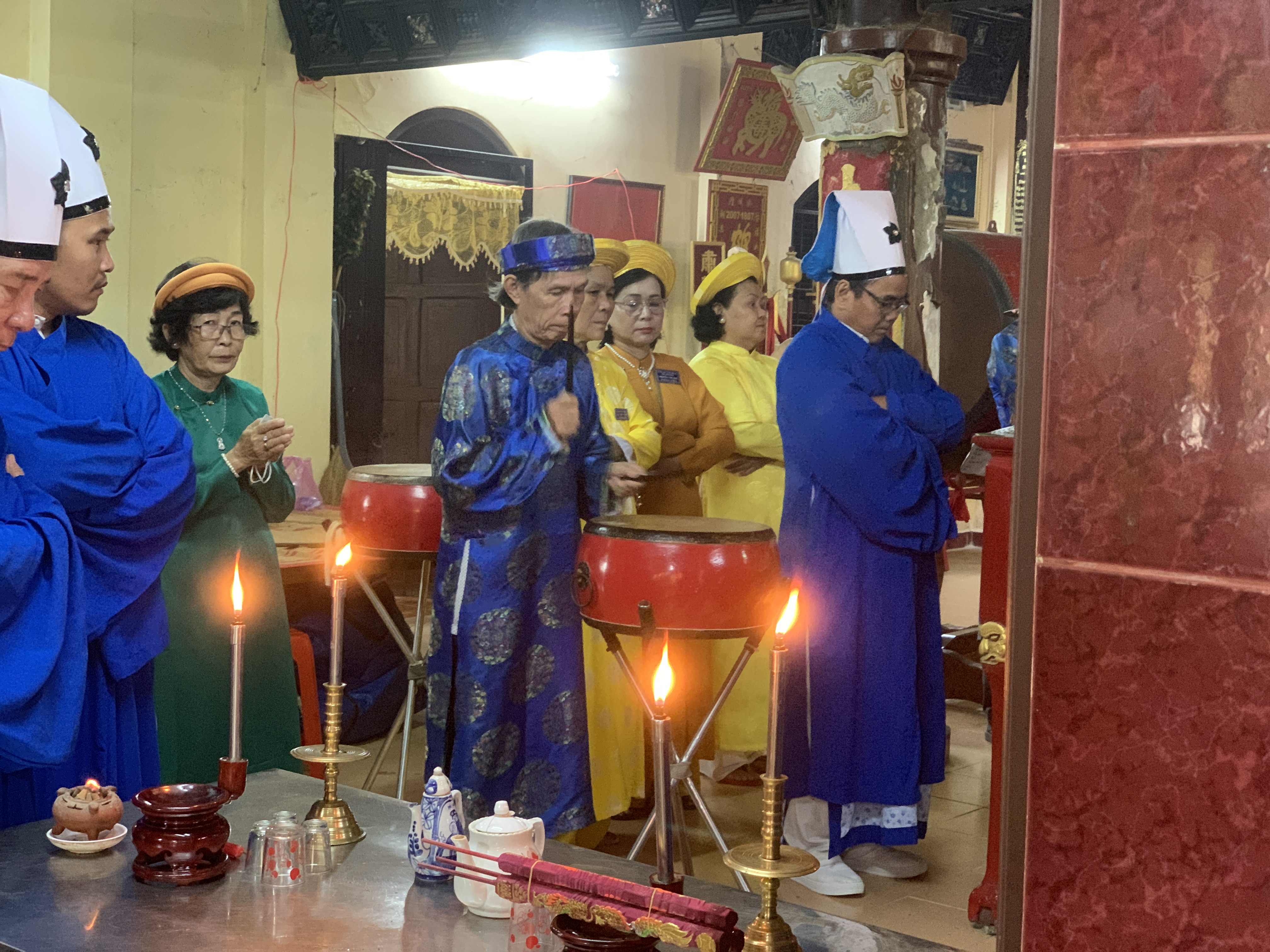
Trống chiến trong dàn nhạc lễ Nam Bộ

## Kỹ thuật diễn tấu
Nhờ sự đa dạng về màu âm mà kỹ thuật và bài bản dành cho trống chiến vô cùng phong phú. Biểu âm trống chiến và kỹ thuật tương ứng bao gồm:
- Toong: đánh vào giữa mặt, đánh nhịp hoặc chấm câu
- Táng: đánh vào vành mặt, cho âm sáng
- Tịch: một dùi chậm mặt, một dùi đánh vào giữa
- Sậm: đánh nhẹ hai dùi vào mặt
- Rụp: láy mạnh hai dùi vào mặt
- Cắc: đánh vào tang
- Tà roong, tà ráng, trắc, tà rắc: láy dùi ở vị trí tương ứng
- Rù: vê dùi trên mặt trống.[5][6]

Trống chiến cũng nhờ đặc tính này mà có khả năng biểu đạt từng trạng thái của nhân vật trên sân khấu Hát bội, giống như Trống đế với hát Chèo. Âm tịch diễn tả tâm trạng ngạc nhiên, đắn đo hoặc phẫn uất; âm táng hoặc tà roong khi nhân vật biểu lộ sự giận dữ, sự mãnh liệt trong tâm hồn, âm rù khi diễn viên di chuyển...

## Vị trí trong dàn nhạc dân tộc Việt Nam
Trống Chiến trong âm nhạc Việt Nam có sự gắn bó mật thiết với Hát bội và các dàn nhạc nghi lễ, điển hình ở các tỉnh Trung Bộ, Nam Bộ.

### Hát bội
Trống Chiến đóng vai trò chủ đạo trong sân khấu Tuồng ở miền Bắc, cũng như Hát bội (Hát bộ) ở Huế, Bình Định và các tỉnh Nam Bộ. Trống chiến "là trụ cột của ban nhạc Tuồng, mở câu, chấm câu, thôi thúc xuất trận hay làm đối âm cho câu hát". Tiếng trống chiến, trống chầu dường như đã ăn sâu vào tâm thức người dân mỗi dịp cúng đình, lễ hội ("Nghe giục trống chầu - Đâm đầu mà chạy / Nghe giao trống chiến - Không khiến cũng đi”). 

### Trống trận Tây Sơn
Cùng khai sinh với võ thuật cổ truyền Bình Định là một loại hình nghệ thuật độc đáo - võ nhạc Tây Sơn. Tương truyền quân Tây Sơn dùng võ nhạc nhằm thúc giục chí khí binh sĩ, khiến cho tinh thần quân lính càng quyết liệt, hồ hởi khi xung trận. Một dàn trống trận Tây Sơn có 12 trống chiến, âm thanh cao thấp khác nhau, ứng với 12 con giáp. Cả dàn điều khiển bởi chỉ một người, cùng với sự phụ hoạ của trống chầu, chiêng, kèn bầu, chũm choẹ và mõ.
Tuy nhiên, theo dòng lịch sử thì bài bản trống trận Tây Sơn bị thất truyền rất nhiều, chỉ còn 4 trong số 72 bài bản trống cổ được khôi phục (Xuất quân, Hành quân, Hãm thành, Khải hoàn). Ngày nay, trống trận Tây Sơn được biểu diễn trong các lễ hội ở Bình Định.

### Nghệ thuật cổ truyền Huế
Đối với loại hình Nhã nhạc cung đình Huế, trống chiến góp mặt trong các bài bản Đại Nhạc cùng kèn bầu, tam âm, mõ sừng trâu. Ngày nay trống chiến còn được dùng với diễn tấu Ca Huế và Chầu văn Huế, cũng như dàn nhạc lễ Phật Giáo Huế.

### Nhạc lễ Nam Bộ
Trống chiến là một trong những nhạc cụ chính trong nhạc lễ Nam Bộ. Các nghi thức ở đình thần, tang lễ, nghi lễ Cao Đài, Phật Giáo, Tứ Ân Hiếu Nghĩa đều sử dụng trống chiến xuyên suốt. Ở miền Nam, trống chiến thường đi thành cặp, gọi là "trống văn, trống võ" hoặc "trống đực, trống cái" hay đơn giản hơn là "trống nhạc lễ".